# Trébeurden
Trébeurden település Franciaországban, Côtes-d’Armor megyében. Lakosainak száma 3821 fő (2022. január 1.). Trébeurden Lannion és Pleumeur-Bodou községekkel határos.

## Népesség
A település népessége az elmúlt években az alábbi módon változott:
| Lakosok száma | 2650 | 3228 | 3094 | 3733 | 3627 | 3652 | 3637 | 3641 | 3701 | 3821 |
|               | 1968 | 1982 | 1990 | 2006 | 2013 | 2015 | 2017 | 2019 | 2020 | 2022 |